# Jean Martinon
Jean Martinon (Lyon, 10 de enero de 1910 — París, 1 de marzo de 1976) fue un director de orquesta y compositor francés.

## Biografía
Jean Francisque-Étienne Martinon nació en Lyon, donde comenzó su educación musical en el Conservatorio de Lyon a la edad de 13 años. Tres años más tarde, abandonó su ciudad natal para entrar en el Conservatorio de París, donde estudió composición con Albert Roussel; armonía con Vincent d'Indy; dirección orquestal con Roger Désormière y Charles Munch; y violín con Jules Boucherit. En 1934, fue solista de violín de la Radio y comenzó una serie de giras en provincias y el extranjero.
Sirvió en el ejército francés durante la Segunda Guerra Mundial, y fue hecho prisionero en 1940, permaneciendo en un stalag durante dos años. Allí compuso obras como Psaume 136 ou Chant des captifs, Musique d'exil, Sonatine n.º 3 pour piano, Sonatine n.º 4 pour trio d'anches, además de cuatro sinfonías, cuatro conciertos, más obras corales y música de cámara.
A su regreso del cautiverio, Jean Martinon fue nombrado Director Principal de la Orquesta Sinfónica de la Radio de Dublín (1947-50). Compuso su Sinfonía nº 3 en 1948. También dirigió la orquesta de los Conciertos Colonne, la Orchestre Pasdeloup y la Orchestre de la Société des Concerts du Conservatoire (de suplente de Charles Munch).
Jean Martinon escribió la música para la película antimasónica Fuerzas ocultas (Forces occultes, 1943), una producción de NOVA dirigida por Paul Riche (cuyo nombre verdadero era Jean Charles Mamy) con los actores principales Maurice Rémy, Gisèle Parry, Marcel Vibert y Auguste Boverio.
De 1946 a 1948 fue director asociado de la Orquesta Filarmónica de Londres. Escribió la ópera Hécuba, el ballet Ambohimanga ou la cité bleue y varias piezas para piano. De 1951 a 1958, fue Presidente y Director Titular de los Conciertos Lamoureux en París, luego director artístico de la Orquesta Filarmónica de Israel (1957-59). En 1952 compuso un oratorio, Le Lis de Saron ou le Cantique des Cantiques. En 1959 fue nombrado director general de música de la ciudad de Düsseldorf (posición de prestigio ocupado anteriormente por Robert Schumann y Mendelssohn en el siglo XIX).
Luego su carrera lo llevó a Estados Unidos, donde en 1963 fue nombrado director musical de la ciudad de Chicago. Por su 55.º aniversario, la Orquesta Sinfónica de Chicago le encargó su Symphonie nº 4 «Altitudes» (1965). Martinon fue diagnosticado de cáncer de hueso no mucho después de que hubiera dirigido en 1966 como director invitado a la Orquesta Sinfónica de San Francisco en su primera interpretación completa de la décima sinfonía de Gustav Mahler con la orquestación de Deryck Cooke. En 1967, recibió la «Medalla Gustav Mahler» por sus interpretaciones de obras sinfónicas del compositor. Luego fue nombrado Director de la Orquesta Nacional de Francia, cargo que ocupó durante seis años. En enero de 1974 se convirtió en director permanente de la Orchestre de la Résidence de La Haye. Jean Martinon falleció en París el 1 de marzo de 1976, a la edad de 66 años.
Martinon fue Patrón Nacional de Delta Omicron, una fraternidad internacional de músicos profesionales.

## Estilo musical
Jean Martinon fue uno de los mejores representantes de la Escuela Francesa de dirección orquestal y sus lecturas se caracterizaron por su preocupación por las texturas orquestales y por un sutil sentido del ritmo y el fraseo. Martinon poseyó una gran ductilidad interpretativa que le hacía cambiar radicalmente su discurso musical según ejecutara música francesa o alemana. Este aspecto fue lo que le hizo chocar con la Orquesta Sinfónica de Chicago, una formación de definida personalidad que siempre ha contado con un estilo propio y una peculiar manera de tocar. En la actualidad la crítica especializada no duda en calificar a Martinon como uno de los más distinguidos intérpretes discográficos de la música orquestal de Ravel y Debussy.

## Repertorio
El repertorio de Martinon estaba centrado en las obras de principios del siglo XX francés y en los maestros rusos. Pero también se destacó como un interesante lector del período Clásico y Romántico gracias a su peculiar estilo basado en la claridad y en la tersura. A pesar de no haber abandonado nunca su faceta de compositor, en raras ocasiones Martinon registró sus propias obras en el disco. Los estrenos de sus Conciertos de violín y de violonchelo estuvieron a cargo de Henryk Szeryng y Pierre Fournier, respectivamente. 
A nivel mundial, Jean Martinon desempeñó el papel de embajador de la música francesa a la que dedicó la mayor parte de una extensa discografía: en particular grabó la obra completa de Ravel (con varios inéditos), Debussy y Saint-Saëns (con dos sinfonías de juventud exhumadas para la ocasión), la mayoría de las obras de Roussel y las sinfonías completas de Prokófiev.

## Discografía parcial
- La infancia de Cristo de Berlioz, junto a Vanzo, Andreozzi, Soyer y Berbié, y dirigiendo la Orquesta Nacional de la ORTF de Francia (NONESUCH 73022);
- Sinfonía n.º 2 de Borodín, con la Sinfónica de Londres (DECCA 4674822);
- Kol Nidrei de Bruch, junto a Pierre Fournier y dirigiendo la Orquesta de Conciertos Lamoureux (DG 429155);
- Integral de la obra sinfónica de Debussy dirigiendo la Orquesta Nacional de la ORTF de Francia (EMI 75526);
- Concierto para flauta de Khachaturian, junto a Jean-Pierre Rampal y dirigiendo la Orquesta Nacional de la ORTF de Francia (ERATO 93242);
- Sinfonía española de Lalo, junto a David Óistraj y dirigiendo la Philharmonia Orchestra (EMI 14712);
- Concierto para violoncelo de Lalo, junto a Pierre Fournier y dirigiendo la Orquesta de los Conciertos Lamoureux (DG 437371);
- Rapsodia noruega de Lalo dirigiendo la Orquesta Nacional de la ORTF de Francia (DG 437371);
- Totentanz de Liszt, junto a Peter Katin y dirigiendo la Filarmónica de Londres (DECCA 4767671);
- El Cid de Massenet dirigiendo la Filarmónica de Israel (DECCa 4762742);
- Les patineurs de Meyerbeer dirigiendo la Filarmónica de Israel (DECCa 4762742);
- Sinfonía n.º 4 de Nielsen dirigiendo la Sinfónica de Chicago (RCA 76237);
- Sinfonías n.º 1 y 4 de Prokófiev dirigiendo la Orquesta Nacional de la ORTF de Francia (VOX BOX 5001);
- lntegral de la obra orquestal de Ravel dirigiendo la Orquesta de París (EMI 00892);
- Concierto para la mano izquierda de Ravel, junto a Aldo Cicolini y dirigiendo la Orquesta de París (EMI 75526);
- lntegral sinfónica de Saint-Saëns dirigiendo la Orquesta Nacional de laORTF de Francia (EMI 585186 — integral sinfónica en 2 CD);
- Concierto para violoncelo de Schumann, junto a Pierre Fournier y dirigiendo la Orquesta Nacional de la ORTF de Francia (EMI 99694).

## Cargos de director
| Predecesor: Eugène Bigot        | Director Principal de la Orquesta Lamoureux 1957–61             | Sucesor: Igor Markevitch    |
| Predecesor: Paul Paray          | Director Musical de la Orquesta Filarmónica de Israel 1957–59   | Sucesor: Zubin Mehta        |
| Predecesor: Fritz Reiner        | Director Musical de la Orquesta Sinfónica de Chicago 1963–68    | Sucesor: Irwin Hoffman      |
| Predecesor: Charles Münch       | Director Principal de la Orquesta Nacional de Francia 1968–73   | Sucesor: Sergiu Celibidache |
| Predecesor: Willem van Otterloo | Director Principal de la Residentie Orchestra (La Haya) 1975-76 | Sucesor: Ferdinand Leitner  |